# 亞洲電視誤報江澤民逝世事件

亚视夜间新闻报道江泽民病逝消息，本港台台标颜色转为灰色

2011年7月6日，亞視新聞於未有得到官方及當事人家屬證實的情況下，誤報前中國共產黨中央委員會總書記江澤民逝世。隔日，新華社出面澄清江澤民逝世純屬謠言、中華人民共和國外交部也否認江澤民逝世。
事件過後，香港廣播事務管理局對亞洲電視調查，發現其高層施壓新聞部播報該新聞。亞洲電視最後遭廣播事務管理局罰款，多位高層也因事件去職。該事件也被視為亞洲電視衰落、最後於2016年停播的遠因之一。

## 事件起因
2011年7月1日中國共產黨90周年黨慶慶祝大會，除了中共中央總書記胡錦濤和國務院總理溫家寶等時任黨和國家領導人外，中共第三代領導人李鵬、朱镕基、李瑞環等人皆出席，曾經出任13年中共中央總書記及領導核心的江澤民却未现身，引發外界懷疑。2011年7月5日，博訊報導，江澤民曾傳出發生心肌梗塞，不久心臟失去功能而靠呼吸機維持生命，且同時身患肝癌。

## 事態發展

### 7月6日
中午：山东省官方媒體《山東新聞網》曾大字標題報導江澤民逝世消息，但及後遭刪除。
下午6時：亞視新聞於傍晚本港台《六點鐘新聞》報導江泽民病逝的消息，死亡原因是肝腫瘤；但同時未見其他媒體的報導。
下午7時30分：亞視新聞於傍晚國際台《晚間新聞》首次以英語報導江泽民病逝的消息，死亡原因是肝腫瘤；但同時未見其他媒體的報導。
英國廣播公司報導，中華人民共和國外交部拒絕評論關於江澤民的健康狀況。
亞視曾一度作出臨時安排，抽起本港台原定於9:30播放的節目並改為播放相關特輯，但其後又恢復原來安排。本港台亦一度将台标颜色转为灰色，但在当晚《夜间新闻》播出完毕后将台标颜色恢复。由於事出突然而且其他媒體均沒有收到相關消息，至下午九時，不少媒體的即時新聞均只以「引述」方式報導有關新聞。

### 7月7日
香港不少報紙，包括明報、蘋果日報、東方日報、太陽報、am730等，均以有關傳聞作頭條，並多指「亞視率先報導」、「官方未證實」。另一方面，日本產經新聞亦有報導江澤民死訊（死因為膀胱癌），并且印发了号外；讀賣新聞及共同社也有引述。而當日台灣中天新聞則引述江家友人說，江澤民只是發燒住院，目前已退燒。
新華社中午發出英文稿，引述權威消息指，媒體報道江澤民死訊是純屬謠言。香港中聯辦指亞視這種是嚴重違反新聞職業操守的行為，表示極大憤慨。2011年7月7日，凤凰网援引新华社英文版消息称「江泽民病逝消息是失实报道」，但在1小时内撤掉了此报道。随后，路透社也发布了消息，称中华人民共和国外交部否认江泽民已去世。
下午5時，亞視撤回有關江澤民死訊的報道並發聲明致歉，表示撤回7月6日有關江逝世的報導，並向收看觀眾、江澤民及其家人致歉。廣管局表示，就此收到18宗投訴。亞視主要股東之一的江澤民堂姨甥王征接受媒體訪問時表示，他也是前晚收看亞視新聞才知道江澤民病逝的消息；亞視高級副總裁（新聞及公共事務）梁家榮則表示，他盡了最大努力（與上司激辯15分鐘）仍然未能阻止該誤報播出，他為事件負全責並引咎辭職。由於王征和江澤民的親戚關係，事件引起不少猜測。

### 7月11日
《财经》杂志记者张贾龙在推特上表示，据一名山东省媒体同仁表示，由中共山东省委宣传部主管的《山东新闻网》因违规发布江泽民逝世消息被关停，山东商报社社长韩源泉被降级，山东商报社总编赵京桥和庞道峰被免职。山东大学退休教授孙文广接受自由亞洲電台记者采访时表示，山东省媒体上并无出现江泽民逝世消息的报道，他认为当局对有关媒体采取的打压手法过度严厉，事件反映中国大陆的新闻自由受到钳制。

### 9月5日
亞洲電視宣布新聞部高級副總裁梁家榮以私人理由辭職，即日生效；隨後，副總裁譚衛兒亦請辭。梁家榮親自解釋，因為他已盡了所有努力，仍然未能阻止誤報之新聞出街，於是引咎辭職；言下之意，應該指有亞視高層施壓，該報道當日非播出不可。其後，廣播事務管理局（通訊事務管理局前身）發表對亞視誤報江澤民逝世事件的調查報告，揭露亞視高級副總裁（企業發展及對外事務）鄺凱迎向新聞部施壓、是誤報死訊的「幕後黑手」，亞視執行董事盛品儒則下令把本港台台徽轉成灰色。亞視新聞部疑被干預事件也引起國際關注，英國廣播公司也有報道梁家榮辭職事件。

### 12月5日
廣管局公布共接獲45宗不滿亞視的投訴，考慮證據後認為，亞視不準確報道新聞及延遲更正錯誤報道方面的投訴成立。廣管局對於亞視在回應其查詢時採取不負責任的態度表示遺憾，決定向亞視罰款30萬港元。廣管局調查發現，7月6日鄺凱迎致電譚衛兒，指收到可靠消息，要求亞視新聞部盡快播出江澤民逝世的新聞；而鄺凱迎更加不只一次強調會承擔責任。

## 各方反应
2011年7月7日，中国数字时代的“新浪微博搜索敏感词开源项目”报道，新浪微博在其搜索功能内屏蔽了大量与该传言有关的敏感词，大致可分为三类：第一类为网络上常见的江泽民别称如“蛤蟆”、“江爷爷”、“前总书记”、“前主席”等；第二类为传言内的细节内容如“解放军总医院”、“心肌梗塞”、“病逝”等；第三类为大量与传言并无直接关联但包含“江”字的词语，如“扬子江”、“江南”等。

## 通訊事務管理局調查報告
誤報死訊事件發生後，廣播事務管理局調查亞視主要投資者王征在亞視的實際角色，調查於廣管局改組為通訊事務管理局之後的2012年6月基本完成。報告指亞視執行董事盛品儒容許「主要投資者」王征違規在幕後控制亞視，違反牌照條件。報告建議需對亞視作出懲罰，包括罰款100萬港元；並指盛品儒不再是對亞視行使控制的「適當人選」，要求亞視撤換王征及盛品儒。
報告又指亞視的「管治水平不足」，亦未顯示亞視董事局和管理團隊對亞視行使有效的控制。亞視須向通訊事務管理局呈交改善管治的建議書和年度進展報告。亞視則不同意報告内容，並提出司法覆核，最終被判敗訴。

## 后续
此事件导致亚洲电视新闻声望大落，也一定程度上加剧了亚洲电视的衰落，最终与其他原因一并促使亚洲电视于2016年停播。
江泽民在2022年11月30日去世。同日下午4时30分，新华社发布告全党全军全国各族人民书通告前者去世。在江泽民逝世的官方消息发布一段时间过后的12月2日，亚洲电视在其YouTube官号上重新发布了2011年对江泽民身世回顾的报道，但新发布的版本在原有基础上进行了一些微调。